# Olasz férfi jégkorong-válogatott
Az olasz férfi jégkorong-válogatott Olaszország nemzeti csapata, amelyet az Olasz Jégsport Szövetség (olaszul: Federazione Italiana Sport del Ghiaccio) irányít. A válogatott még egyetlen világversenyen sem nyert érmet, legnagyobb sikerük az 1953-as jégkorong-világbajnokságon elért 4. hely, illetve az 1929-es jégkorong-Európa-bajnokságon elért 4. hely.

## Eredmények

### Európa-bajnokság
- 1910–1923 nem vett részt
- 1924 – 5. hely
- 1925 – nem vett részt
- 1926 – 8. hely
- 1927 – nem vett részt
- 1929 – 4. hely
- 1932 – nem vett részt

### Világbajnokság
1920 és 1968 között a téli olimpia minősült az az évi világbajnokságnak is. Ezek az eredmények kétszer szerepelnek a listában.
- 1920–1928 – nem vett részt
- 1930 – 10. hely
- 1931 – nem vett részt
- 1932 – nem vett részt
- 1933 – 11. hely
- 1934 – 9. hely
- 1935 – 8. hely
- 1936 – 9. hely
- 1937 – nem vett részt
- 1938 – nem vett részt
- 1939 – 9. hely
- 1947 – nem vett részt
- 1948 – 8. hely
- 1949 – nem vett részt
- 1950 – nem vett részt
- 1951 – 8. hely (B csop., 1. hely)
- 1952 – 12. hely (B csop., 3. hely)
- 1953 – 4. hely (B csop., 1. hely)
- 1954 – nem vett részt
- 1955 – 10. hely (B csop., 1. hely)
- 1956 – 7. hely
- 1957 – nem vett részt
- 1958 – nem vett részt
- 1959 – 10. hely
- 1960 – nem jutott ki
- 1961 – 12. hely (B csop., 4. hely)
- 1962 – nem vett részt
- 1963 – nem vett részt
- 1964 – 15. hely (B csop., 7. hely)
- 1965 – 16. hely (B csop., 8. hely)
- 1966 – 17. hely (C csop., 1. hely)
- 1967 – 13. hely (B csop., 5. hely)
- 1968 – nem vett részt
- 1969 – 14. hely (B csop., 8. hely)
- 1970 – 16. hely (C csop., 2. hely)
- 1971 – 14. hely (B csop., 8. hely)
- 1972 – 15. hely (C csop., 2. hely)
- 1973 – 14. hely (B csop., 8. hely)
- 1974 – 16. hely (C csop., 2. hely)
- 1975 – 13. hely (B csop., 7. hely)
- 1976 – 15. hely (B csop., 7. hely)
- 1977 – 18. hely (C csop., 1. hely)
- 1978 – 15. hely (B csop., 7. hely)
- 1979 – 20. hely (C csop., 2. hely)
- 1981 – 9. hely (B csop., 1. hely)
- 1982 – 7. hely
- 1983 – 8. hely
- 1985 – 11. hely (B csop., 3. hely)
- 1986 – 10. hely (B csop., 2. hely)
- 1987 – 14. hely (B csop., 6. hely)
- 1989 – 10. hely (B csop., 2. hely)
- 1990 – 10. hely (B csop., 2. hely)
- 1991 – 9. hely (B csop., 1. hely)
- 1992 – 12. hely
- 1993 – 8. hely
- 1994 – 6. hely
- 1995 – 7. hely
- 1996 – 7. hely
- 1997 – 8. hely
- 1998 – 10. hely
- 1999 – 13. hely
- 2000 – 12. hely
- 2001 – 12. hely
- 2002 – 15. hely
- 2003 – 23. hely (Divízió I B, 4. hely)
- 2004 – 19. hely (Divízió I B, 2. hely)
- 2005 – 18. hely (Divízió I B, 1. hely)
- 2006 – 14. hely
- 2007 – 12. hely
- 2008 – 16. hely
- 2009 – 18. hely (Divízió I B, 1. hely)
- 2010 – 15. hely
- 2011 – 18. hely (Divízió I A, 1. hely)
- 2012 – 15. hely
- 2013 – 18. hely (Divízió I A, 2. hely)
- 2014 – 15. hely
- 2015 – 21. hely (Divízió I A, 5. hely)
- 2016 – 18. hely (Divízió I A, 2. hely)
- 2017 – 16. hely
- 2018 – 18. hely (Divízió I A, 2. hely)
- 2019 – 14. hely

### Olimpiai játékok
- 1920–1932 – nem vett részt
- 1936 – 9. hely
- 1948 – 8. hely
- 1952 – nem jutott ki
- 1956 – 7. hely
- 1960 – nem jutott ki
- 1964 – 15. hely
- 1968–1980 – nem jutott ki
- 1984 – 9. hely
- 1988 – nem jutott ki
- 1992 – 12. hely
- 1994 – 9. hely
- 1998 – 12. hely
- 2002 – nem jutott ki
- 2006 – 11. hely
- 2010–2022 – nem jutott ki